# جی‌زدال۱۹۵
جی‌زدال۱۹۵ (به انگلیسی: JZL195) با فرمول شیمیایی C۲۴H۲۳N۳O۵ یک ترکیب شیمیایی است. که جرم مولی آن ۴۳۳٫۴۵۷ g/mol می‌باشد.